# Keynesův efekt
Keynesův efekt je makroekonomickým mechanismem, jehož autorem je britský ekonom John Maynard Keynes. Tento mechanismus popisuje, jakým způsobem by se tržní ekonomika dokázala automaticky zotavit ze stavu vysoké nezaměstnanosti, která se objevuje při recesi nebo hospodářské krizi. Keynes ovšem netvrdil, že se tržní ekonomiky dokážou samy zotavit, říká pouze to, že existují tržní mechanismy, které mohou k „automatickému“ zotavení přispět, jsou však slabé, pomalé a nespolehlivé. Pro zajištění rychlejšího a spolehlivějšího růstu zaměstnanosti a výroby bylo dle jeho názoru třeba užít nástrojů expanzivní monetární a/nebo fiskální politiky. Monetaristé a zastánci Nové klasické makroekonomie však říkají, že Keynes podceňoval vlastní schopnost regenerace systému, do nějž by nebylo zasahováno a že expanzivní vládní politika může špatnou ekonomickou situaci ještě více zhoršit.
Keynes tento efekt popsal na základě poznatků z Velké hospodářské krize ve 30. letech 20. století a svou teorii shrnul v knize The General Theory of Employment, Interest and Money z roku 1936.

## Princip Keynesova efektu
Princip Keynesova efektu je následující:
P ↓→ C↓→ PZ↓→ Sú↓→ I↑→ HDPr ↑
Pokud se platy (P) sníží kvůli vysoké nezaměstnanosti, pak se budou snižovat také ceny (C). Při celkové nižší cenové hladině se sníží poptávka po peněžních zůstatcích (PZ). Pokud dostupná zásoba peněz zůstane nezměněná a úroková sazba nebude na nule, nebo velmi blízko nule, potom snížení poptávky po penězích sníží úrokové sazby (Sú). Nízké úrokové sazby mají tendenci stimulovat investice (I) a nákupy drahých položek (např. automobilů). Vyšší míra investic zvedne reálný HDP (HDPr). Vytváření vyššího HDP vyžaduje více pracovní síly, proto se sníží úroveň nezaměstnanosti.
Keynes si však byl vědom i omezení a problémů popsaného efektu. Nepředpokládá, že tento mechanismus bude bezchybně fungovat sám od sebe, spíše říká, za jakých podmínek by k tomu mohlo dojít.
Keynesův efekt v IS-LM modelu: snížení platů posune křivku LM dolů/doprava kvůli zvýšení M/P (za předpokladu, že M zůstává stejné) a křivka IS se neposune.

## Problémy a omezení Keynesova efektu
Problém nastává pokud úroková sazba již začala dosahovat úrovně, ve které se preference likvidity stává perfektně pružnou. Snížení platů poté bude mít malý nebo žádný efekt na úrokové sazby. Peníze, které byly takto uvolněny budou hromaděny místo toho, aby byly investovány, a tím se úrokové sazby snížily.
Snížení platů může selhat při snaze snižovat úrokovou sazbu na požadovanou úroveň spolu s mezní účinností kapitálu kvůli administrativním nákladům při půjčkách. Administrativní náklady zahrnují ceny operování s dluhy, potíže při splácení či změny rozložení cen a cenných papírů.
Mezní efektivita se může opět posunout směrem dolů do tak nízké hodnoty, že úroková sazba nemůže být dostatečně snížena na odpovídající hodnotu. Je možné, že mezní účinnost kapitálu může spadnout tak nízko, že pro stimulaci investic bude možno aplikovat pouze záporné úrokové sazby.
I kdyby došlo k tomu, že úroková sazba bude snížena skrze snížení mezd, je zpochybňováno, zda by došlo ke stimulaci investic, protože se předpokládá, že mezní účinnost kapitálu (která je ekvivalentní k poptávce po investování do fondů) je neelastická s ohledem na změny v úrokových sazbách. Zvyšování investic není jedinou funkcí úrokových sazeb; také závisejí na mezní účinnosti kapitálu, která sama o sobě je závislá na mnoha dalších obchodních i psychologických faktorech.
Keynes použil širší pohled na efekty snížení mezd na zaměstnanost a neomezil svou analýzu na snížení úrokové sazby skrze snížení mezd. Tvrdil, že ovlivňování výše mezd použité tímto způsobem se stává nástrojem monetární politiky. Také říkal, že stejného výsledku lze dosáhnout použitím vhodné monetární politiky, tedy ovlivňováním množství dostupných peněz.